# Estación de San Benito
La estación de guaguas de San Benito, o la antigua estación de La Laguna, se encuentra en el barrio de San Benito en San Cristóbal de La Laguna (Tenerife, España). Desde esta estación, operada por TITSA, se realizaban todas las operaciones de transporte público en guagua del municipio hasta que el 26 de marzo de 2011 entró en funcionamiento el nuevo Intercambiador de Transportes de La Laguna. Cuenta con 1200 m² de dársenas y un edificio central, propiedad del Gobierno de Canarias.
En un principio se pretendía derribar la estación y construir una nueva en este lugar, habiéndose incluso aprobado el proyecto por parte del Cabildo, pero por varias razones finalmente se decidió cambiar su ubicación. Los 1200 m² se encuentra actualmente en un parking 

## Galería

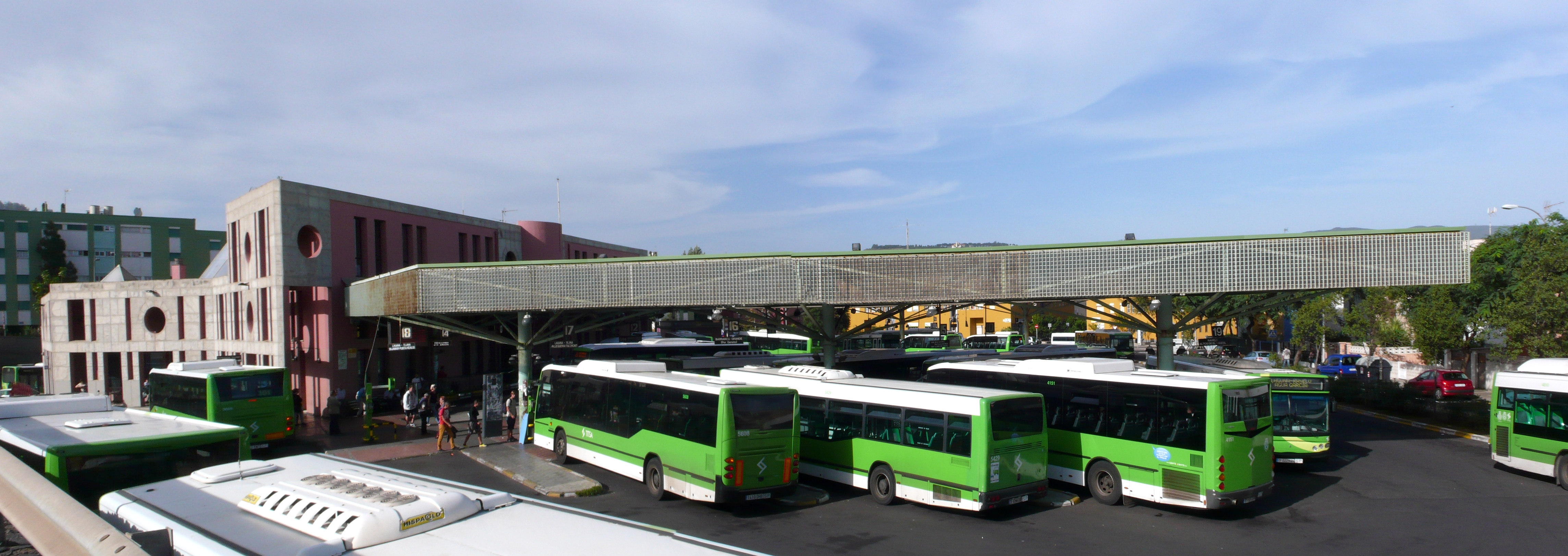
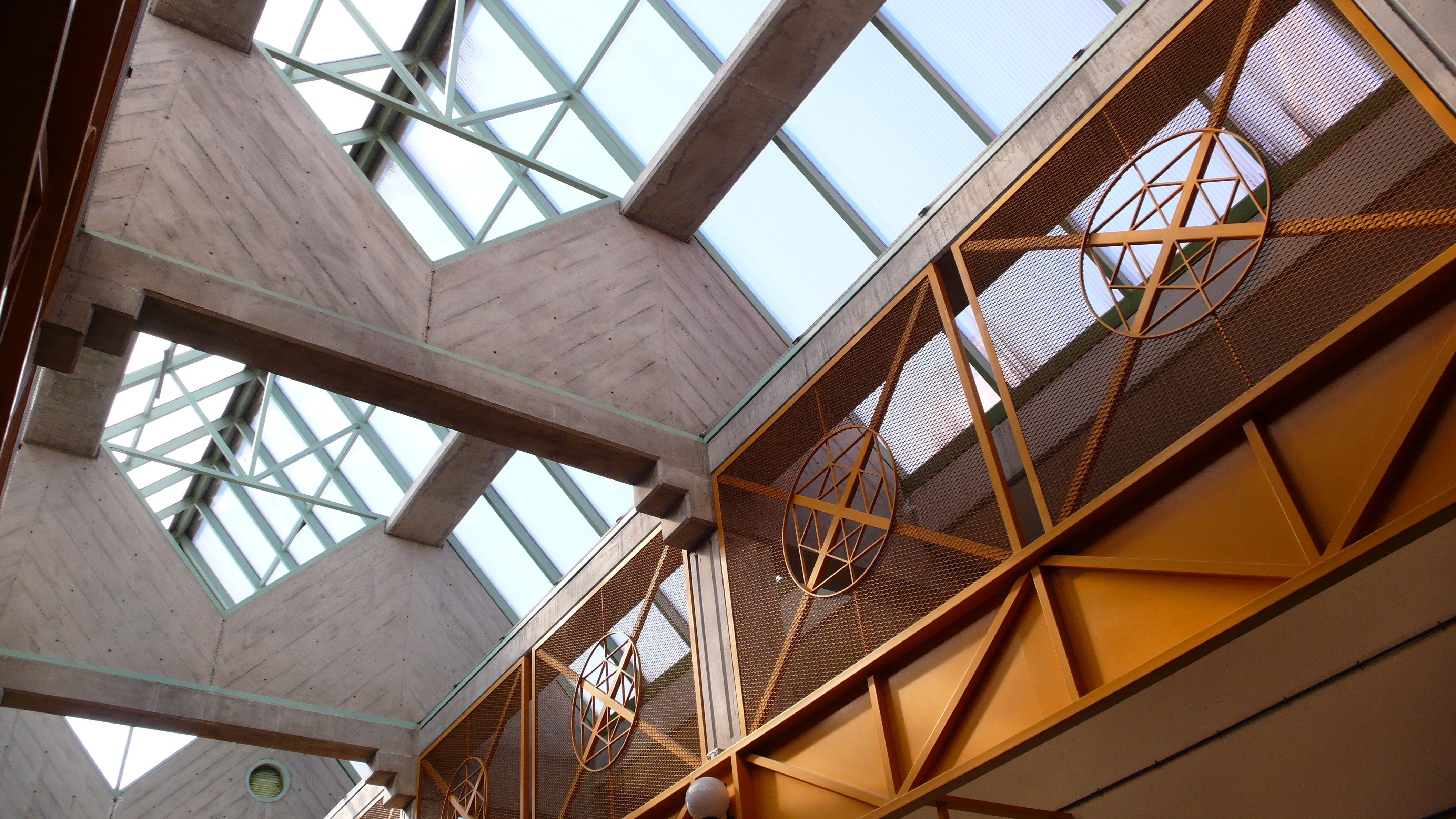